# Ring belge R54
Pour les articles homonymes, voir R54.
Le contournement de La Louvière, numéroté R54, désigne la ceinture périphérique de la ville de La Louvière en Belgique. Il comprend une chaussée à une bande de circulation par direction.

## Contournement Ouest
Le contournement ouest se compose des voies suivantes :
- Boulevard des Droits de l'Homme ;
- Boulevard Michel Debauque.

Il dispose de plusieurs ronds-points :
- à la rue Sylvain Guyaux, à proximité de la gare de La Louvière-Centre ;
- à l'avenue Fidèle Mengal, sur le terrain de l'ancienne faïencerie Boch-Keramis ;
- près de la salle d'expositions « LouvExpo » - ce rond-point est décoré avec une sculpture de louve en fil métallique ;
- près de l'entrée d'un magasin Decathlon et d'un futur restaurant Burger King[3] ;
- à l'entrée du « complexe de la Grattine », disposant notamment d'un hypermarché Cora.

## «Boulevard urbain» (contournement Est)
En 2017, un projet de contournement Est (depuis rebaptisé Boulevard Urbain) voit le jour : celui-ci a pour but de désengorger le centre-ville louviérois et faciliter l'accès aux hôpitaux de la région depuis l'autoroute A501, pour un budget estimé à 12 millions d'euros.
Le contournement Est sera construit sur le terrain des anciens laminoirs de Longtain, ainsi que sur le terrain de l'ancienne usine Lutti de Bois-d'Haine, détruite dans un incendie en octobre 2013. Les premiers travaux ont débuté en février 2021, pour une ouverture prévue en 2025.
À terme, il disposera de ronds-points :
- à la rue de la Franco-Belge, derrière le zoning commercial ;
- à l'emplacement de l'ancienne usine Lutti, rues des Chocolatières et Henri Pilette ;
- à la rue de Longtain, près du centre hospitalier universitaire du Tivoli.

Un hôpital sera érigé à proximité immédiate de ce boulevard urbain, également à l'emplacement des anciens laminoirs de Longtain. Son ouverture est prévue à la fin des années 2020

## Galerie

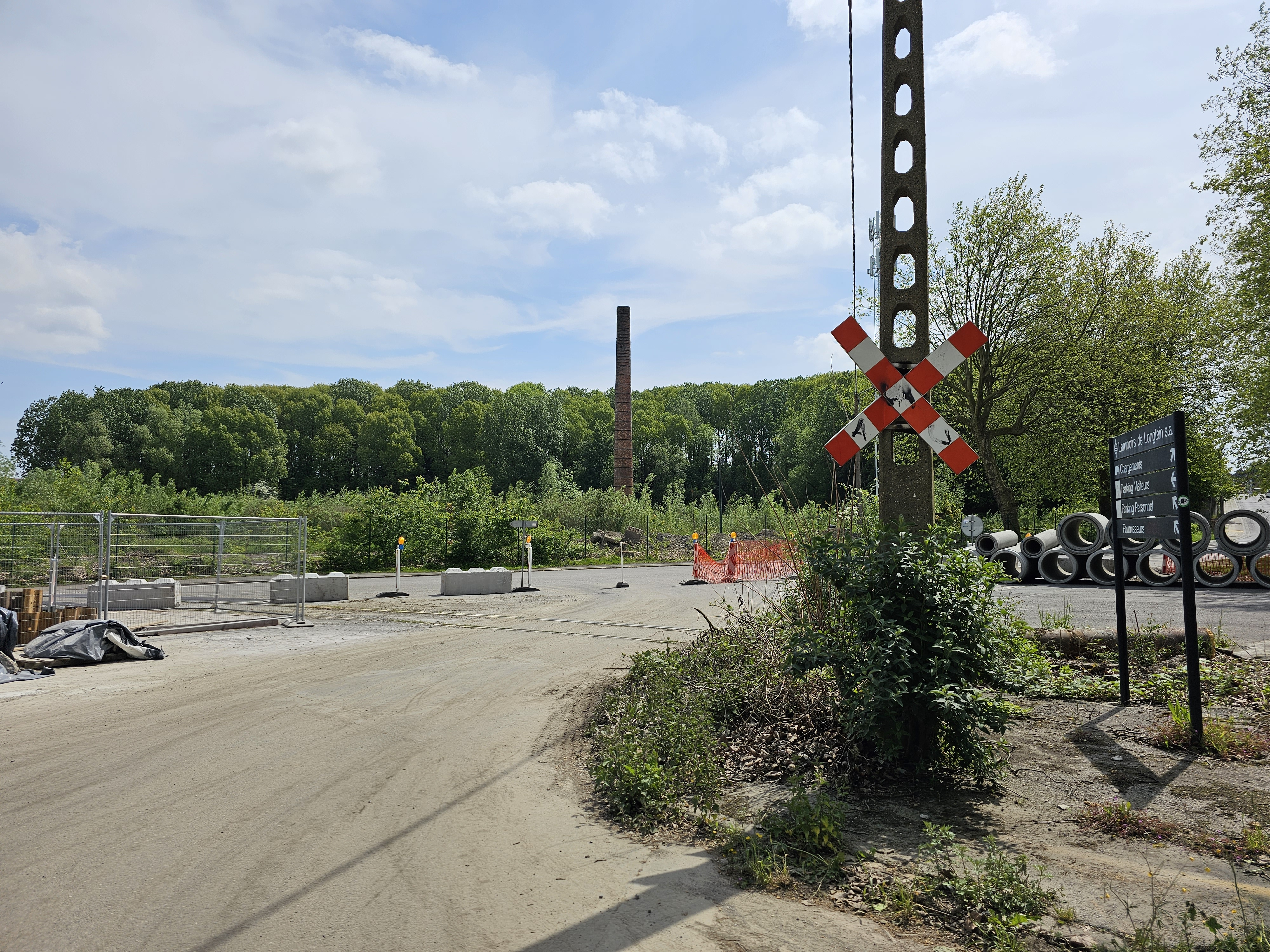
Le site des laminoirs de Longtain, peu avant les travaux sur place (mai 2023).
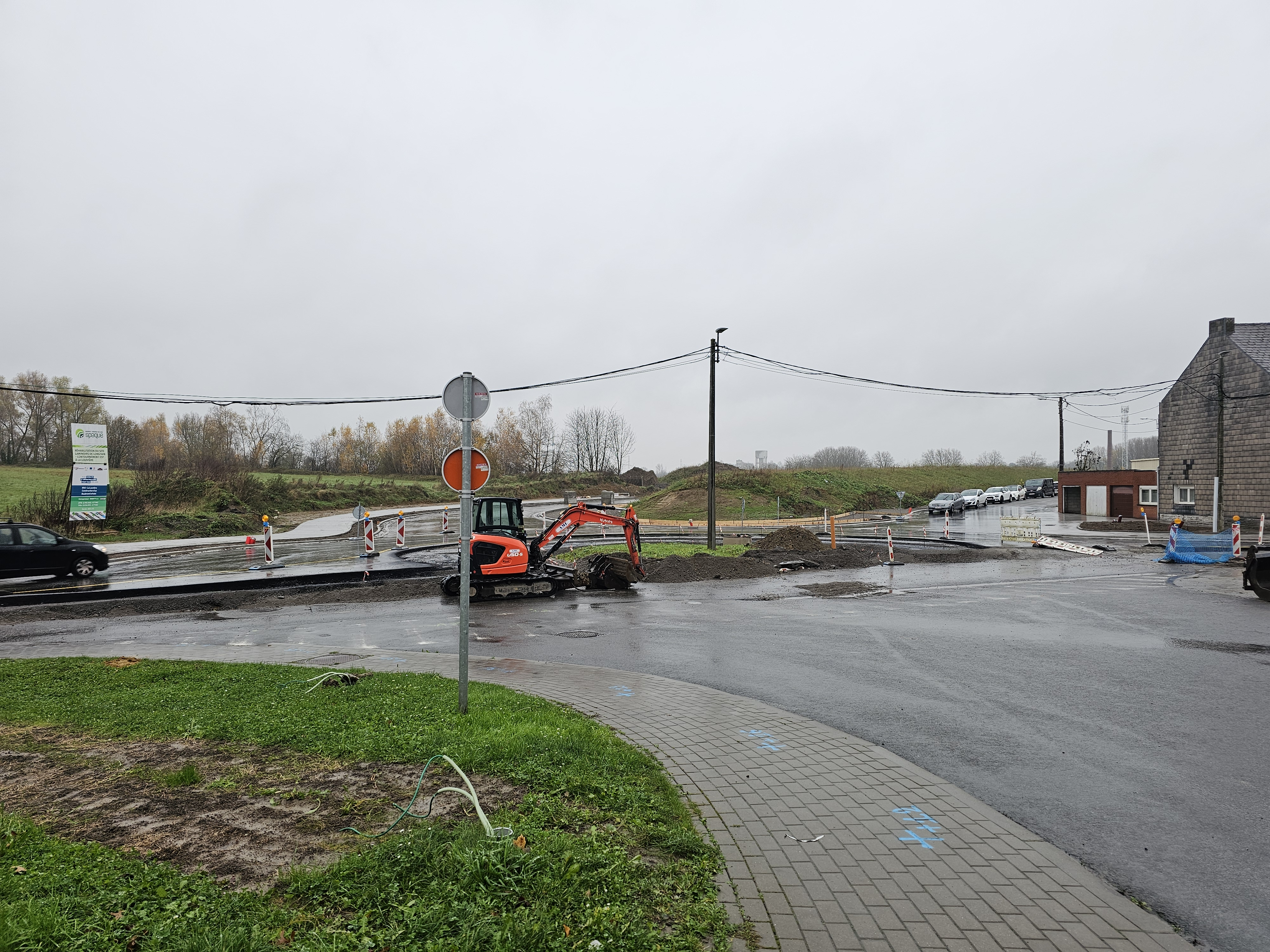
Le rond-point de la rue de Longtain en construction (novembre 2024).